# Polyommatus dama
Polyommatus dama là một loài loài bướm thuộc họ Lycaenidae. Đây là loài đặc hữu của Thổ Nhĩ Kỳ. Môi trường sống tự nhiên của chúng là vùng cây bụi ôn đới. Chúng hiện đang bị đe dọa vì mất môi trường sống.